# Paul Schuberth

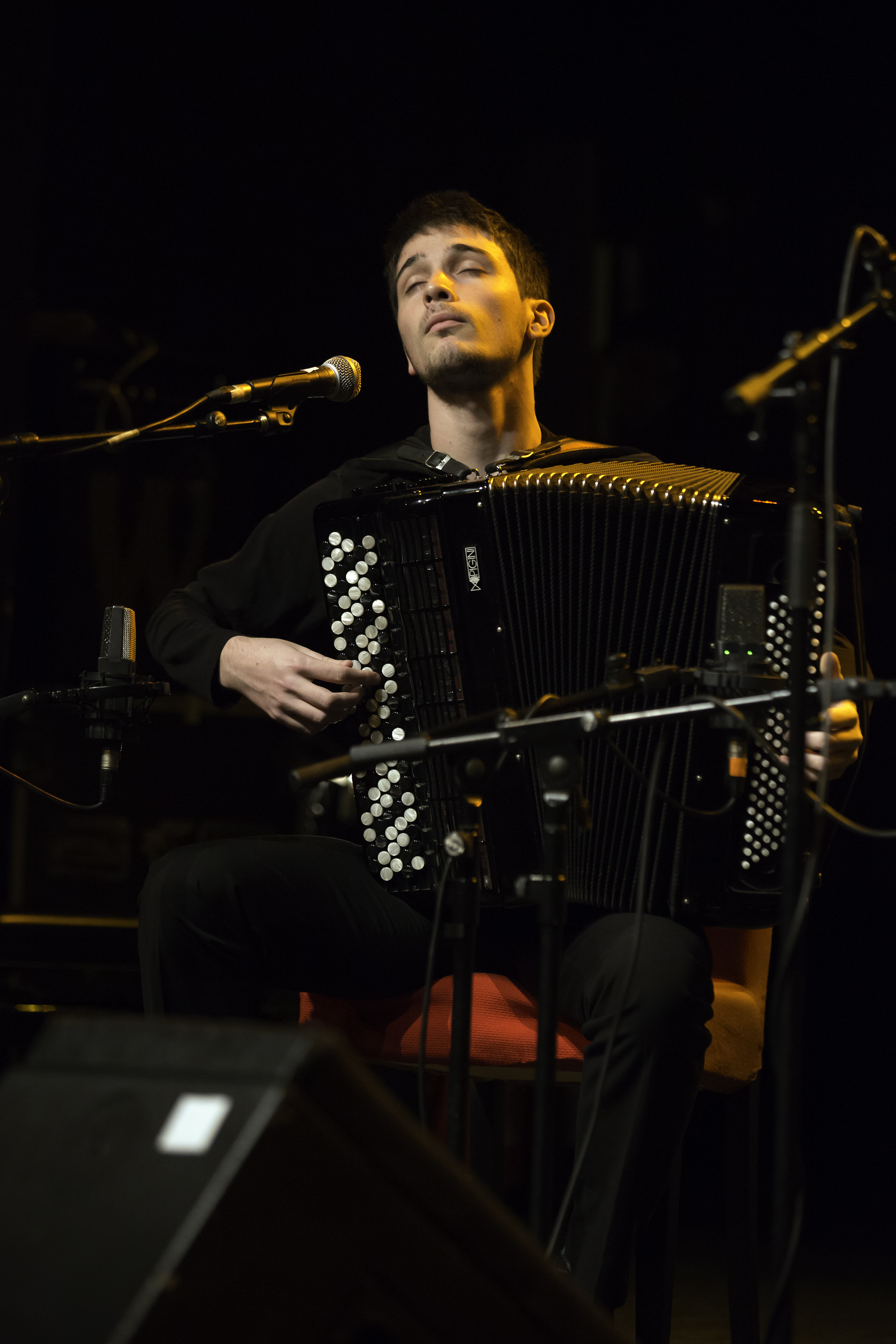
Paul Schuberth (Austrian World Music Awards 2015)

Paul Schuberth (* 1994 in Steyr) ist ein österreichischer Akkordeonspieler und Pianist, der sich zwischen Jazz und Klassik bewegt.

## Leben und Wirken
Schuberth, der in Dietach bei Steyr aufwuchs, lernte ab 2001 Akkordeon; ab 2007 absolvierte er ein Vorstudium an der Anton Bruckner Privatuniversität, um dort dann 2017 den Bachelor-Abschluss mit Auszeichnung zu absolvieren. Daneben absolvierte er Meisterkurse bei Mika Väyrynen, Friedrich Lips, Owen Murray, Teodoro Anzellotti und Massimiliano Pittocco. Zudem studierte er Jazzkomposition bei Christoph Cech.
Schuberth war zunächst vor allem als Solokünstler tätig und legte seit 2008 drei Alben unter eigenem Namen vor. Daneben ist er aber zunehmend als Sideman in unterschiedlichen Projekten aktiv. Mit dem trio akk:zent, zu dem die Saxophonistin Victoria Pfeil und der Akkordeonist Johannes Münzner gehören, entstand zunächst 2012 das Album so oder so für Alessa Records, dem weitere Alben beim gleichen Label folgten. Mit dem Geiger Tomás Novák bildete er das Duo Vakkordeonioline, das 2016 das Album Altre Storie vorlegte. Weiterhin war er im Quartett Belofour und im Trio Phantastikus mit Otto Lechner und Bratko Bibič tätig. Mit Lechner spielte er auch im Ziehharmonischen Orchester Wien auf. 
Weiterhin ist er mit Künstlern wie Thomas Gansch, Agnes Heginger, André Heller, Kosho, Andrea Eckert, Paul Gulda, Anna Maria Pammer, Bertl Mütter, Guy Klucevsek, Manfred Leuchter, Melissa Coleman und Matthias Loibner aufgetreten.

## Preise und Auszeichnungen
Schuberth gewann 2007 und 2010 den Bundeswettbewerb Prima la musica. Weiterhin erhielt er den Ersten Preis beim VAMÖ-Wettbewerb 2010. Beim Internationalen Wettbewerb in Castelfidardo erreichte er den 4. Platz (2009), beim Internationalen Wettbewerb Klingenthal 2009 den 2. Platz. Bei Jugend komponiert, Klanglandschaften erzielte er 2007, 2009 und 2011 Erste Preise. Bei den Austrian World Music Awards wurde er 2010 als „Newcomer“ gewürdigt.

## Diskographische Hinweise
- Winterrose (2008)
- Laub (2010)
- trio akk:zent: solidaire (Alessa 2014)
- Atanas Dinovski, Paul Schuberth Improvikation (Alessa 2015)
- trio akk:zent: Sweet Desert (Alessa 2016)
- Dark Side of Sun (Alessa 2017)